# Xanthoporia
Xanthoporia is een geslacht van schimmels behorend tot de familie Hymenochaetaceae. De typesoort is Xanthoporia andersonii.

## Soorten
Volgens Index Fungorum telt het geslacht twee soorten (peildatum april 2022):
| Soortnaam              | Auteur(s)                                    | Publicatiejaar |
| ---------------------- | -------------------------------------------- | -------------- |
| Xanthoporia andersonii | (Ellis & Everh.) Murrill                     | 1916           |
| Xanthoporia radiata    | (Sowerby) Ţura, Zmitr., Wasser, Raats & Nevo | 2011           |